# Landschach (Gemeinde Grafenbach-St. Valentin)
Landschach ist ein Dorf in der Ortschaft St. Valentin-Landschach der Marktgemeinde Grafenbach-St. Valentin im Bezirk Neunkirchen, Niederösterreich.

## Geografie
Landschach befindet sich östlich von St. Valentin an der Grenze des Steinfeldes zur Buckligen Welt und bildet gemeinsam mit St. Valentin eine Ortschaft mit 859 Einwohnern (Stand 1. Jänner 2024).